# Pachygnatha kiwuana
Pachygnatha kiwuana là một loài nhện trong họ Tetragnathidae.
Loài này thuộc chi Pachygnatha. Pachygnatha kiwuana được Embrik Strand miêu tả năm 1913.